# Хараламбус, Памбос
Памбос Хараламбус (греч. Πάμπος Χαραλάμπους; 1934 — 20 июня 2019) — кипрский футболист. Первый капитан в истории сборной Кипра.

## Биография

### Клубная карьера
В период с 1952 по 1963 Хараламбус был игроком клуба «Анортосис». В его составе принял участие в Кубке европейских чемпионов 1963/64, где сыграл в двух матчах предварительного раунда против югославского «Партизана». По итогам двух встреч «Анортосис» уступил с общим счётом 1:6.

### Карьера в сборной
13 ноября 1960 года в качестве капитана вывел сборную Кипра на её первый официальном матче в рамках отборочного турнира чемпионата мира 1962 против сборной Израиля, который завершился со счётом 1:1. 27 ноября принял участие в ответной встрече двух команд, в котором сборная Кипра потерпела поражение со счётом 1:6. В дальнейшем в состав сборной не вызывался.